# Fenomeno di Tullio
Il fenomeno di Tullio, ovvero vertigini, capogiri, nausea o movimenti oculari (nistagmo) indotti dal rumore, furono descritti per la prima volta, nel 1929, dal biologo italiano professor Pietro Tullio (1881-1941). Nei suoi esperimenti sui piccioni, Tullio scoprì che, generando dei piccoli fori nei canali semicircolari dei suoi soggetti, causava loro problemi di equilibrio quando venivano esposti al rumore.
La causa è solitamente una fistola nell'orecchio medio o interno, che causa degli anormali sbalzi di pressione, connessi al rumore, negli organelli dell'equilibrio. L'apertura può essere generata da un barotrauma (causato dalle immersioni o dal volo), o può essere un effetto collaterale di un'operazione di fenestrazione chirurgica, della sifilide, o della malattia di Lyme. I pazienti con questa patologia possono avere vertigini, perdita d'equilibrio e nistagmo dovuti a sbalzi di pressione, quando si soffiano il naso, quando deglutiscono o quando sollevano oggetti pesanti.
Il fenomeno di Tullio è uno dei sintomi prevalenti nella sindrome da deiscenza del canale semicircolare superiore (DCSS), diagnosticata per la prima volta nel 1998 dal dott. Lloyd B. Minor della Johns Hopkins University a Baltimora, USA.